# برانكو كولينا
برانكو كولينا (بالإنجليزية: Branko Čulina)‏ هو لاعب كرة قدم ومدرب كرة قدم أسترالي في مركز الوسط، ولد في 1 أكتوبر 1957 في زادار في كرواتيا. لعب مع نادي بلاكتاون سيتي ونادي سيدني يونايتد 58.